# Antropología del arte

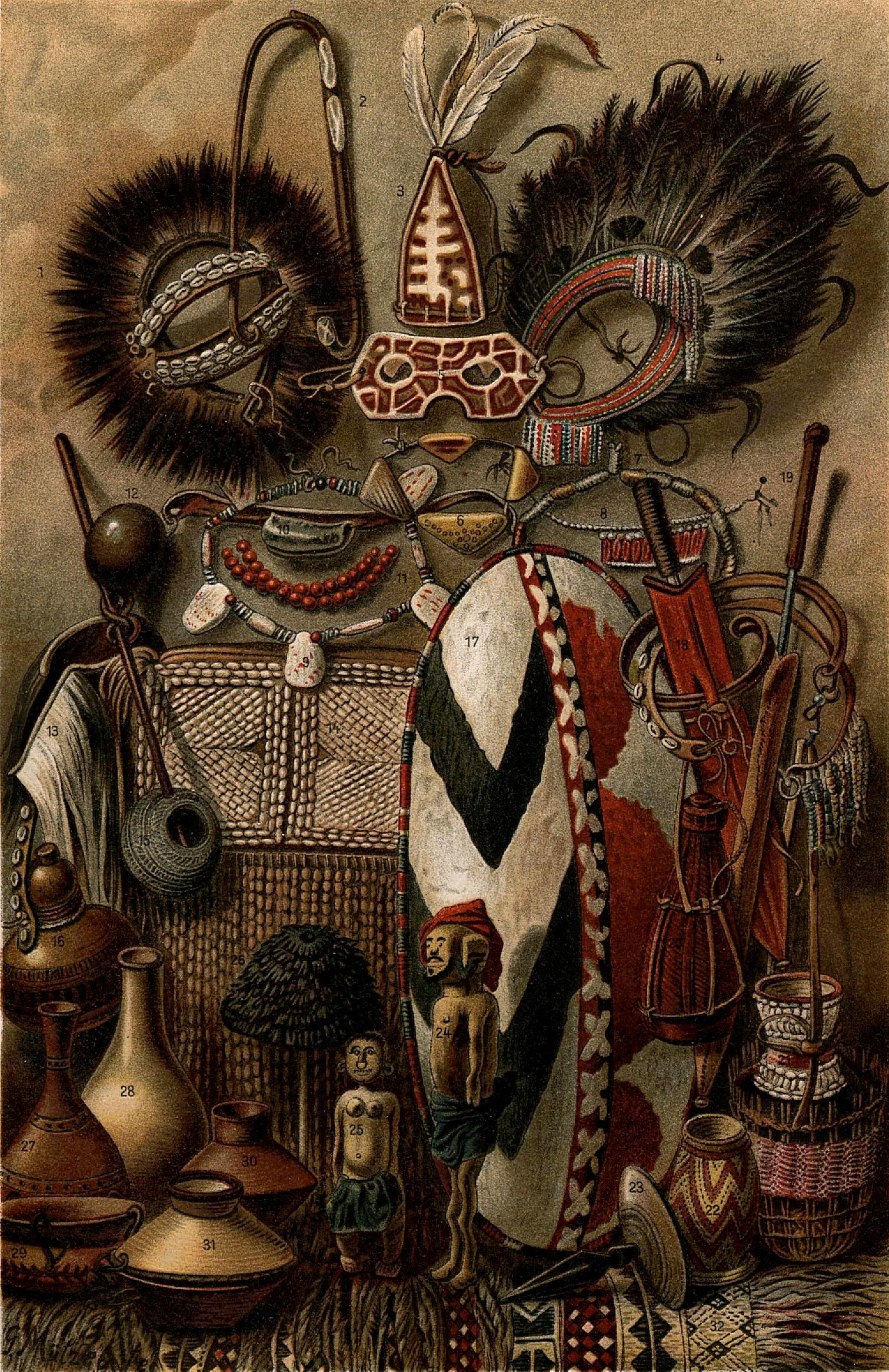
Elementos usados en el arte de una cultura africana

La antropología del arte es una ciencia social que se ocupaba históricamente de estudiar las producciones plásticas de las sociedades humanas denominadas «tradicionales», «prehistóricas» o «primitivas». Como ha ocurrido con otras disciplinas que dependen de la antropología (como la etnología y la sociología) , en las últimas décadas ha experimentado una ampliación de su campo de estudio y en la actualidad, se corresponde más con un «análisis cultural y simbólico de la producción artística en todas sus formas.»
La antropología del arte se distingue de la sociología del arte en el sentido en que privilegia, no la dimensión económica, política o mediática de las producciones artísticas, sino la significación que estas pueden representar en su cultura de origen. No son tampoco estudiadas por su valor intrínseco, como sería el caso de la tarea realizada por la crítica del arte. 
La antropología del arte estudia que es o que se considera que es el arte en una civilización, sociedad o cultura determinada. Esto incluye el conjunto de técnicas y reglas usadas para representar la realidad, y capacidad humana para producir obras de arte (objetos, coreografías, canciones, indumentaria, etc.) «de la misma forma que la que la naturaleza produce fenómenos».

## La cuestión del objeto de estudio

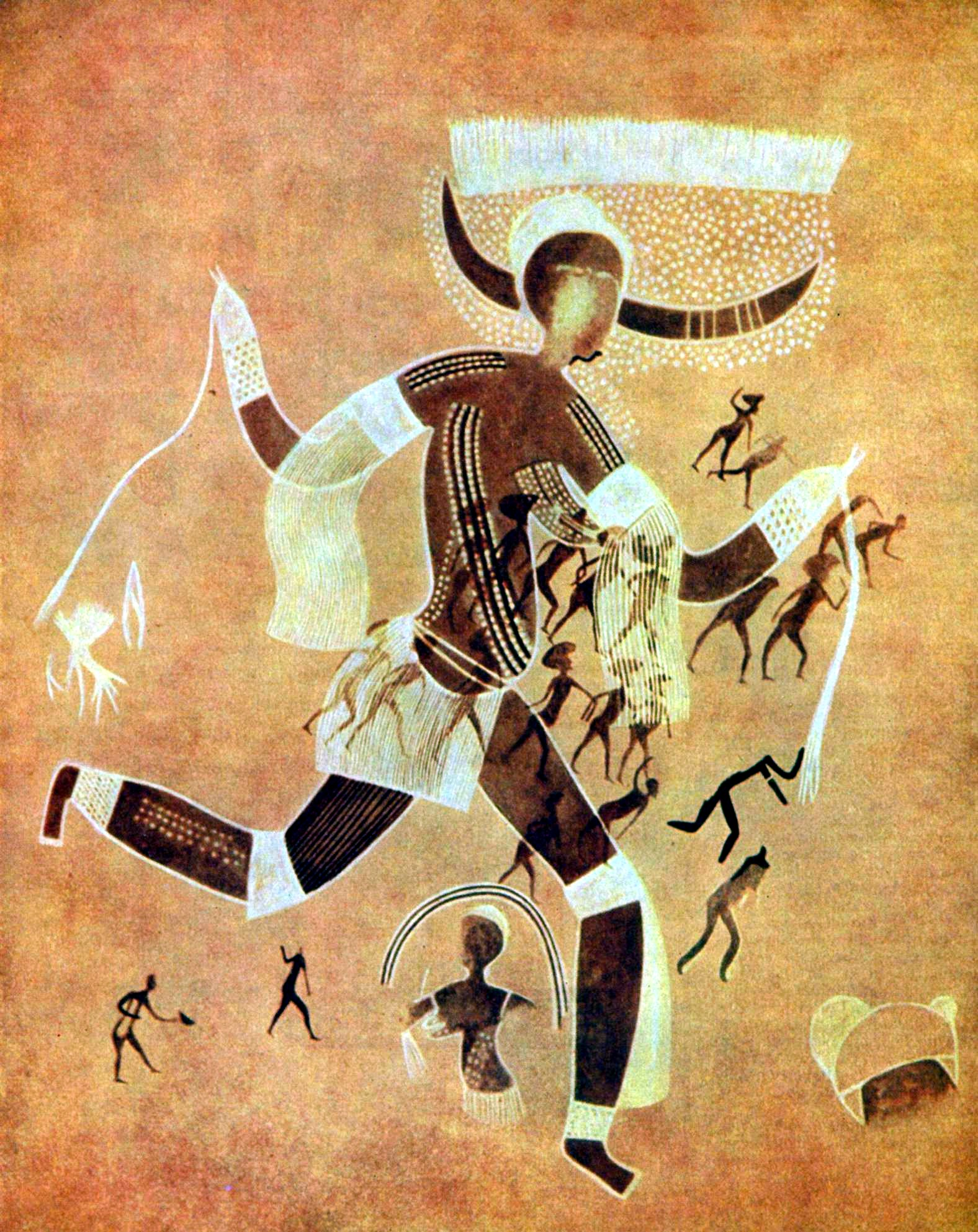
Pintura rupestre del Sahara

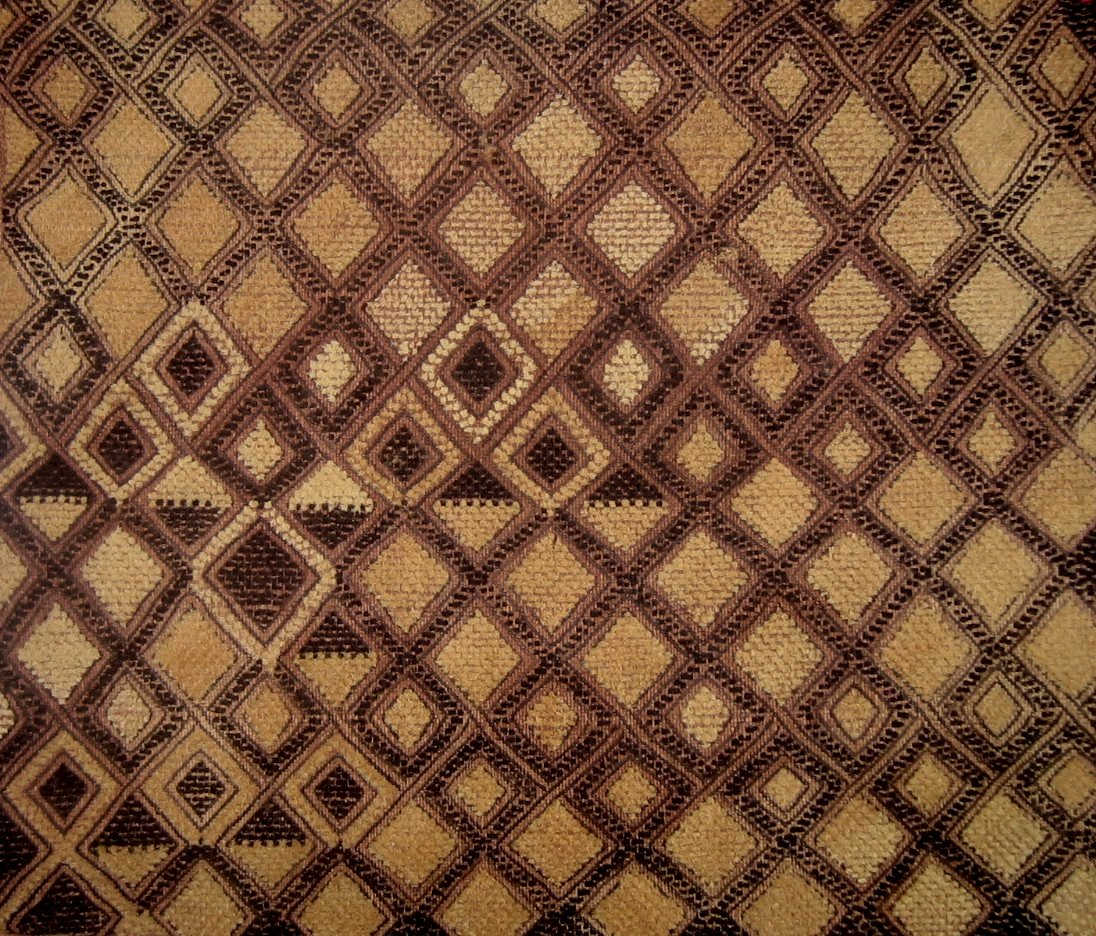
Velours del Kasaï, República Democrática del Congo

La antropología del arte se encuentra, desde su fundación, enfrentada a una simple pregunta epistemológica: ¿qué es el arte? Después de muchos intentos de resolver esta pregunta, Erwin Panofsky finalmente propuso una definición aceptable en antropología. Sugirió volver al primer significado de la noción, usando el término latino ars-artis, que había mantenido desde hacía mucho tiempo dos significados distintos:
- el conjunto de reglas y de técnicas, que el pensamiento debía implementar para alcanzar el conocimiento y representar la realidad.
- la capacidad consciente e intencional del hombre para «producir los objetos de la misma manera que la naturaleza produce los fenómenos».[2]

Esta doble articulación permite afirmar que «el estudio de la relación que cada cultura tiene entre esos dos aspectos de la noción de arte —entre ciertas formas de conocimiento y ciertas técnicas de concepción y producción de imágenes— constituye el objeto de la antropología del arte».

## Historia
Es posible rastrear históricamente esta curiosidad particular de los europeos por los objetos producidos por las sociedades del otro lado del mundo. También se nota con bastante rapidez, según el correr y a medida de las épocas, que el estatuto de los objetos a sus ojos evolucionaba, pasando del estatus de mera curiosidad al de la obra de arte, y luego del de una obra de arte al de herramienta, adorno, o decoración cotidiana.

### Orígenes: el período colonial

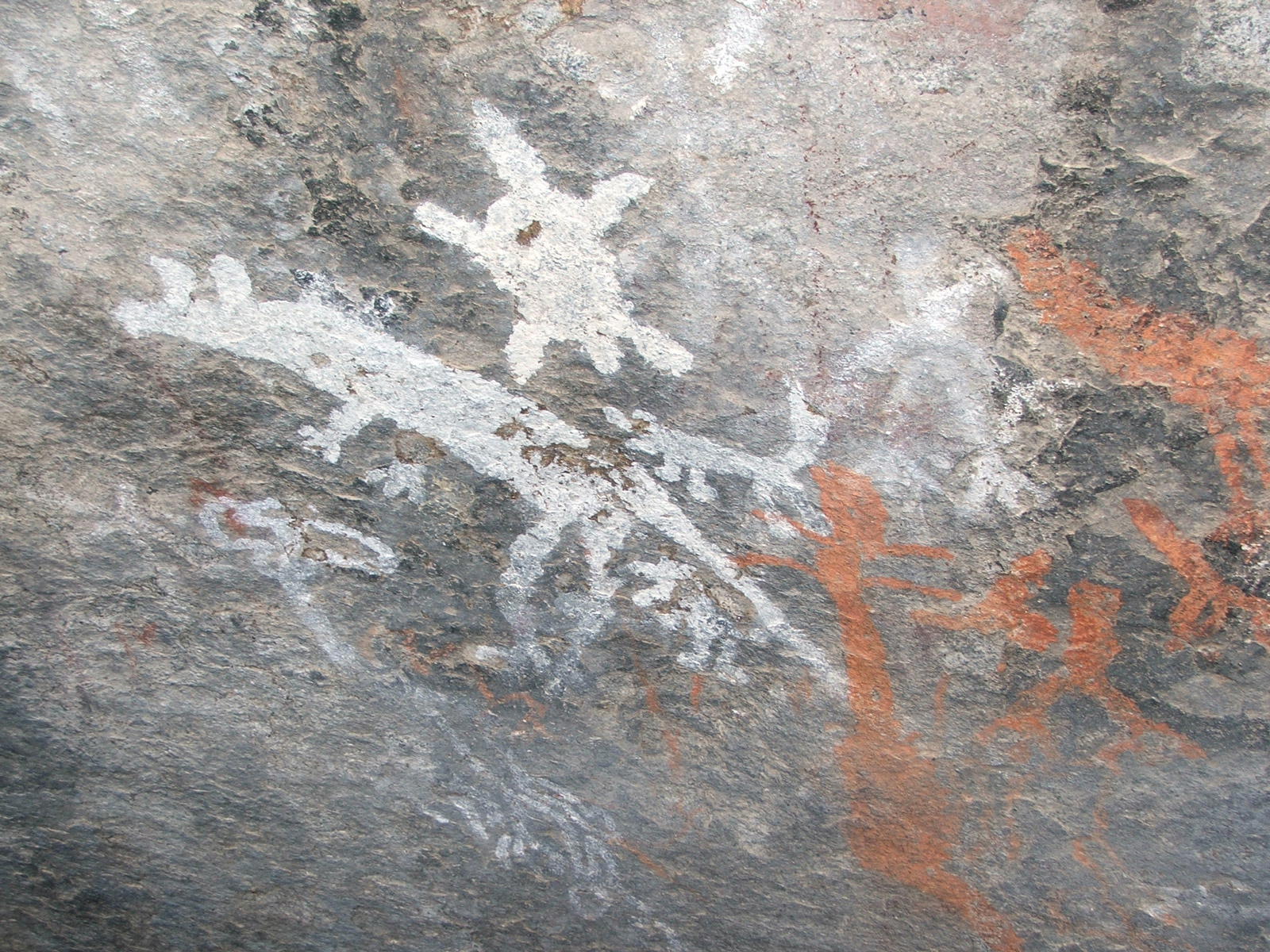
Pintura rupestre, aborígenes australianos

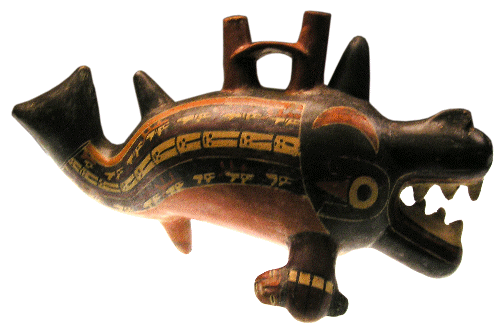
Cerámica nazca policroma en forma de peces

En los siglos XIV y XV los navegantes y comerciantes trajeron de regreso de sus viajes evidencias de la existencia de mundos desconocidos: Marco Polo regreso de Asia, Cristóbal Colón descubrió las Américas, la expedición de Fernando de Magallanes completó la primera vuelta al globo. Esos primeros testimonios insólitos, fueron exhibidos por toda Europa en las colecciones privadas de los soberanos reales, como las de los reyes de Francia o los de la familia de los Médicis en Florencia. Los intelectuales del Renacimiento tuvieron la oportunidad de interrogarse sobre este «genio de los habitantes de estas tierras lejanas»; de hecho, ya no se percibían como «las obras maravillosamente terminadas de artistas desconocidos, sino como testimonios imperfectos de las primeras etapas de la evolución que llevaron a la civilización occidental».
En los siglos XVII y XVIII, el período colonial llevó a una acumulación general. De hecho, para poder estudiar estas obras de arte era necesario poder coleccionarlas, especialmente porque se admitía que esos pueblos no tenían idea del valor de sus producciones. Así, algunas expediciones científicas fueron financiadas por los estados coloniales, resultando a menudo en prácticas de «pillaje» y «requisa». También participaron exploradores, comerciantes, misioneros y administradores coloniales, dando un carácter generalizado a esta apropiación del patrimonio cultural de los no occidentales por parte de los europeos. La misión Dakar-Djibouti, realizada en 1935 por Marcel Griaule, ilustra esta motivación científica que todavía continuaba en el siglo XX de recopilar objetos para estudiar las culturas, creencias, organización social y riqueza del arte africano. Estas prácticas también fueron denunciadas por Michel Leiris, miembro de la expedición.
Al final, algunos de estos objetos se expusieron en la Gran Exposición de los trabajos de la Industria de todas las naciones, celebrada en Londres en 1851, pero fueron finalmente olvidados la gran mayoría de ellos.

### Evolucionismo y primitividad
Los trabajos pioneros del arquitecto alemán Gottfried Semper (1803-1879) sobre el origen del arte dieron origen a esta subdisciplina de la antropología, a pesar de que su perspectiva era evolucionista. El arte indígena se aborda en ella a través de una historia comparada de los estilos, sin limitarse a una búsqueda de los orígenes de la representación artística. Según él, cada estilo no es el testimonio de una evolución cultural («no se encuentra infancia en los estilos»), sino que sintetiza más bien técnicas sujetas a la evolución y a las capacidades mentales de organización del espacio que toda representación supone.
Franz Boas (1858-1942), un antropólogo estadounidense de origen alemán, argumentó por su parte que hay arte cuando hay un dominio perfecto de una técnica. De ahí la idea de que un objeto artístico no solo tiene una función utilitaria, sino que también puede convertirse en el modelo de un estilo. Esto dependería tanto de la cultura circundante como de un tipo de representación espacial, siendo esto último fundamental para el autor. Señaló que hay dos tipos de representación de un objeto: uno que busca imitar fielmente lo que el ojo percibe, y otro que lo representa como lo haría la mente. Así, Boas señala que en el seno de una misma producción, las sociedades tradicionales logran combinar diferentes perspectivas y múltiples puntos de vista. «El arte indígena no es por tanto ni ingenuo ni rudimentario; al elegir una variante específica de la organización del espacio, construye la complejidad allá donde nuestros mirada está acostumbrada a simplificar».
El carácter evolucionista de estos análisis está especialmente plasmado en la idea de que para producir arte, una sociedad debe haber adquirido en su cultura ciertas competencias. Esto es lo que evoca esa noción de concepción del espacio presente en estos dos autores. Puede observarse, sin embargo, que cuando Boas le da a este concepto una función de análisis, y ya no el papel de criterio de selección, intenta separarse de este paradigma. De esta manera, se las arregla para mostrar cómo un conocimiento profundo de los estilos y de las técnicas en el estudio de las artes indígenas puede enseñar sobre las sociedades distantes.

### Investigaciones contemporáneas
La antropología del arte explora varios ejes de investigación, como:
- el estudio de la significación de los objetos de arte en su contexto. Ver, por ejemplo, las obras de A. Forge y D. Biebuyck.
- el estudio del estilo artístico como sistema de comunicación y de significación independiente. Ver, por ejemplo, los trabajos de G. Bateson, A. Forge, E. Carpenter. También se observa que en este tipo de investigación antropológica sobre arte, aparecen nuevos objetos de estudio: la  oralidad, la danza, música...

## Estética y museografía
Tras la enorme acumulación de objetos que generaron las políticas coloniales, muchas gigantescas colecciones pasaron largos años en los almacenes de los museos de Europa. La disciplina de la Etnología se construyó en paralelo bastante estrecho con el desarrollo museológico: de hecho, esas instituciones eran los únicos lugares posibles de capacitación para los candidatos a la profesión de etnólogo, en ese momento donde esa disciplina no tenía existencia académica. Los siglos XVIII y XIX, fieles al pensamiento evolucionista, fueron aquellas en los que las producciones artísticas de las colecciones etnográficas se unieron a los museos de antigüedades y de historia natural.
En la actualidad, se trata regularmente de sacar a la luz muchas de esas colecciones olvidadas para exponerlas al público, hacerles descubrir el esteticismo exótico o el deber de recordar esas culturas olvidadas. Sin embargo, estas iniciativas se enfrentan a varios problemas ideológicos importantes, como por ejemplo:
- ¿cuál es el criterio relevante para seleccionar las pocas piezas que saldrán de las sombras, entre otras miles?
- ¿qué sentido tiene, si se considera como carpintero que «una escultura, antes de ser un objeto es un acto [y que en consecuencia] es estrictamente insensato creer que una visita nos pone en presencia de un arte primitivo»?[9]
- ¿qué posición adoptar frente a estos objetos que no siempre se poseen de una manera legítima?

A título de ejemplo, son estas mismas preguntas las que puntuaron los debates que rodearon a la creación del museo del quai Branly, comúnmente conocido como el museo de las artes primitivas. La Trienal del Palacio de Tokio en 2012, titulada «intense proximité» [intensa proximidad], tomó como materiales de referencia la producción etnográfica del siglo XX para hablar sobre la producción artística en relación con la percepción de las culturas.